# Provinciale weg 592
De provinciale weg 592 (N592) is een voormalige provinciale weg in de Nederlandse provincie Limburg, die sinds 1999 in beheer en onderhoud is bij de gemeenten. De route loopt van de Maastrichtse buurten Heer, Vroendaal en De Heeg, via Gronsveld, Rijckholt en Mariadorp naar de Belgische grens bij Withuis, min of meer parallel aan de A2.
De N592 heeft een lengte van acht kilometer en valt grotendeels samen met de voormalige rijksweg Heer – Withuis – Belgische grens, een gegeven waar de straatnaam Rijksweg nog aan herinnert. Tot de openstelling van de A2 tussen Maastricht en de grens in 1975 was deze rijksweg de hoofdroute. Als Rijksweg 779 bleef de weg na 1975 in beheer bij het Rijk tot de invoering van de Wet herverdeling wegenbeheer in 1993. Het beheer werd in dat jaar overgedragen aan de provincie, waarmee het wegnummer N592 werd ingevoerd. De provincie droeg het beheer vervolgens in 1999 weer over aan de desbetreffende gemeenten: Eijsden en Maastricht. Het wegnummer is daarmee officieel weer verdwenen, hoewel het op latere wegenkaarten soms terugkeert.
De weg loopt langs verschillende monumentale gebouwen zoals de Torenmolen van Gronsveld, de Sint-Martinuskerk in Gronsveld en het Kasteel van Gronsveld.

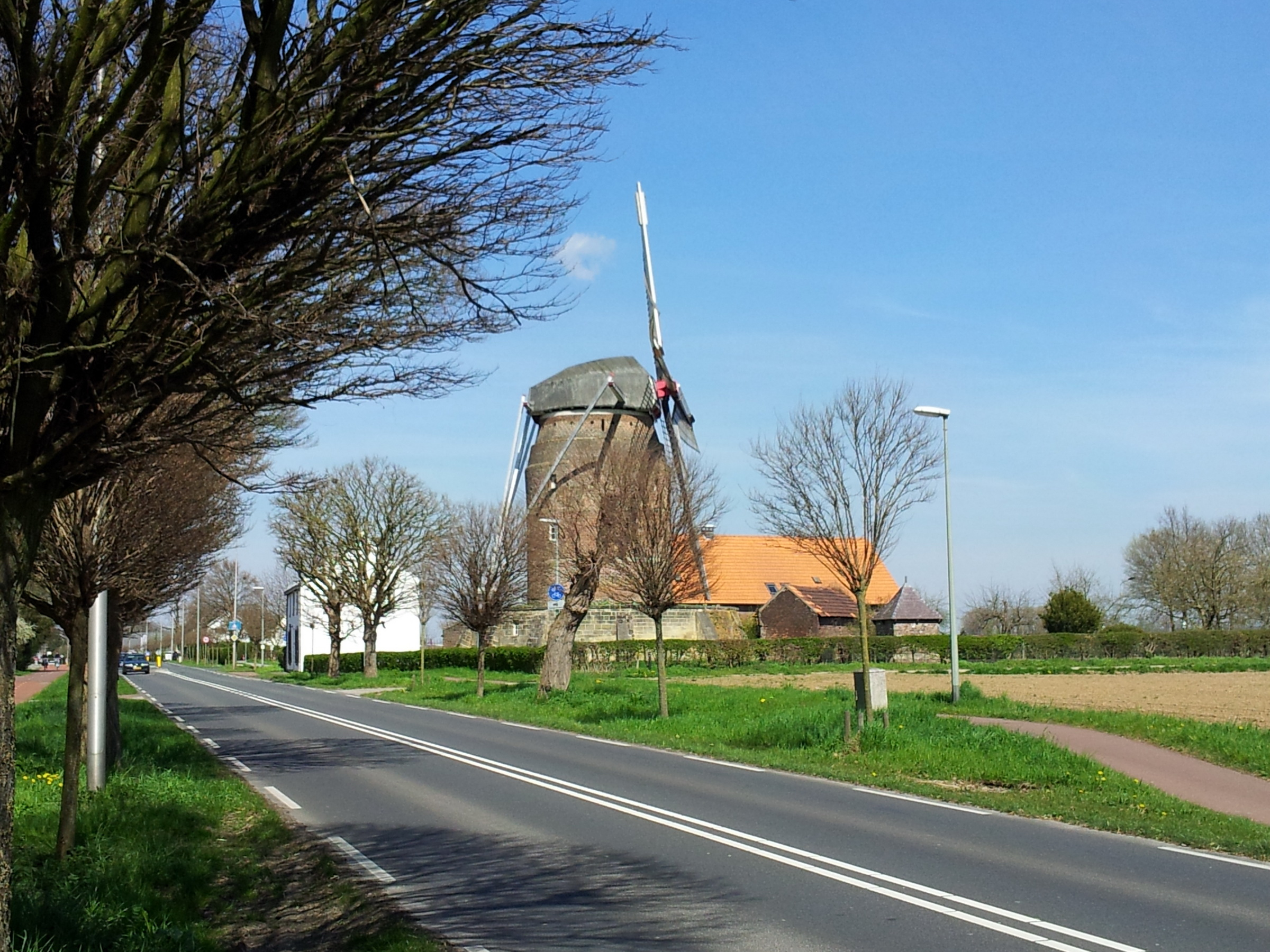
Torenmolen van Gronsveld
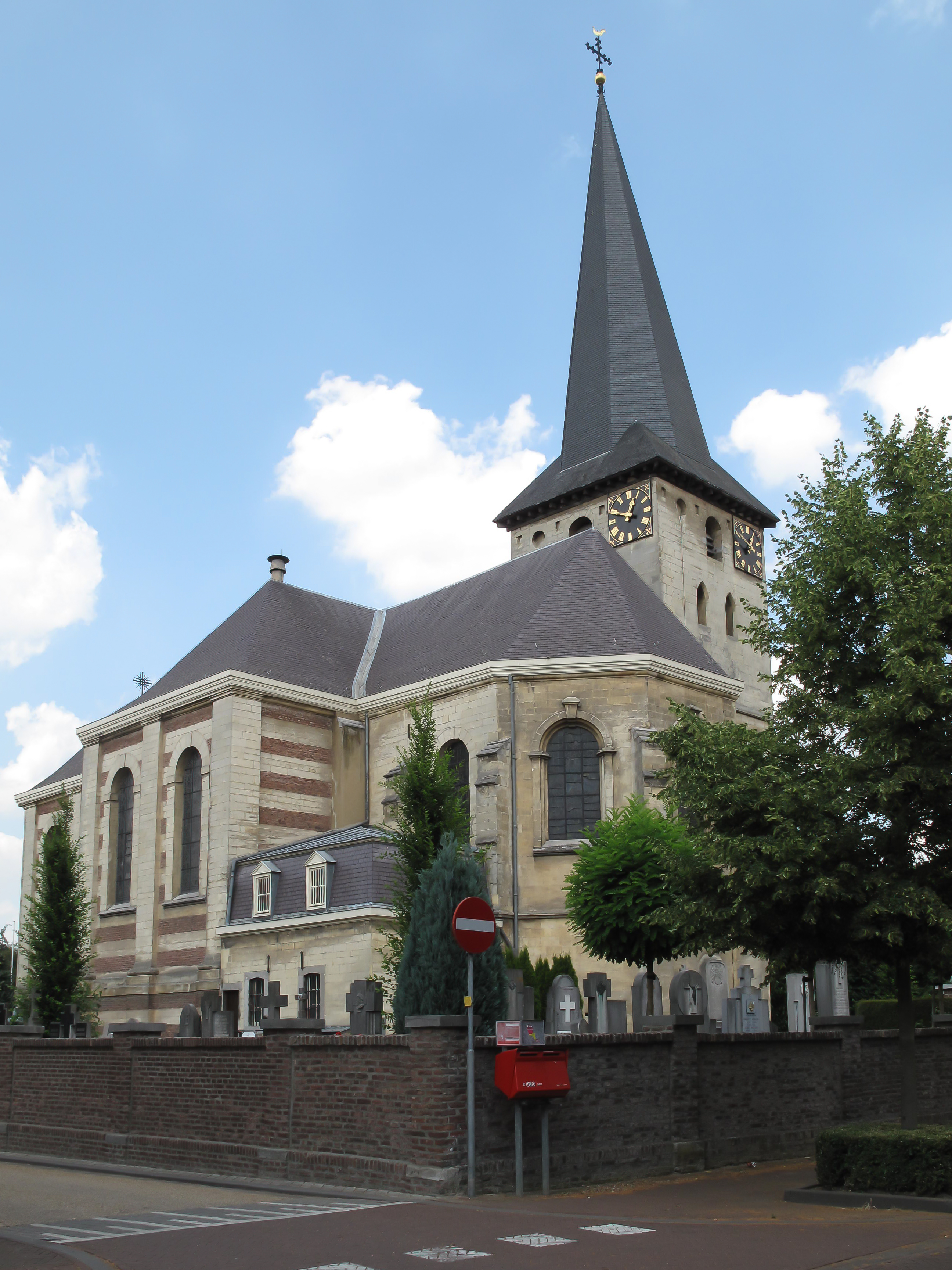
Kerk van Gronsveld
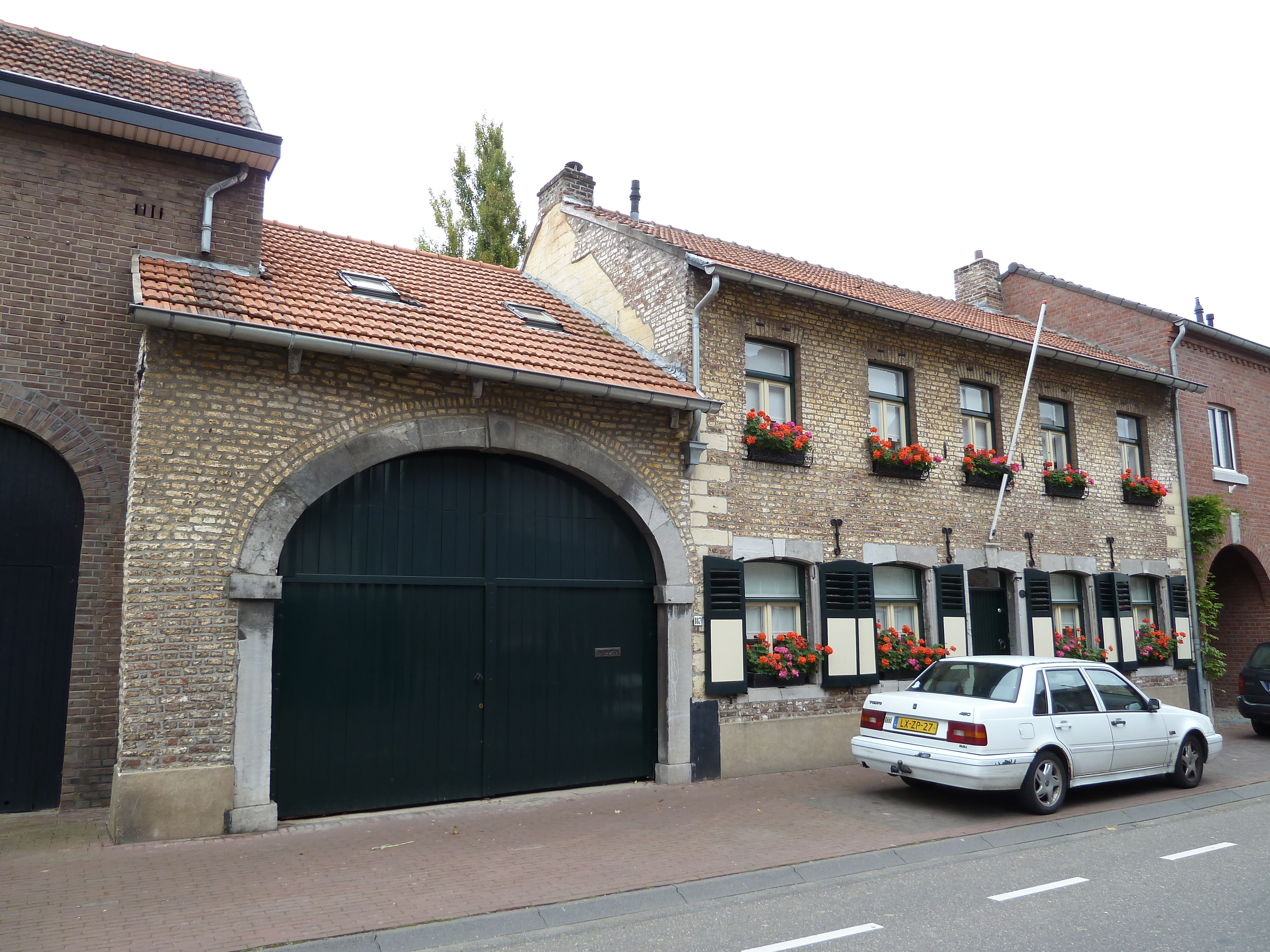
Rijksweg 187, Rijckholt
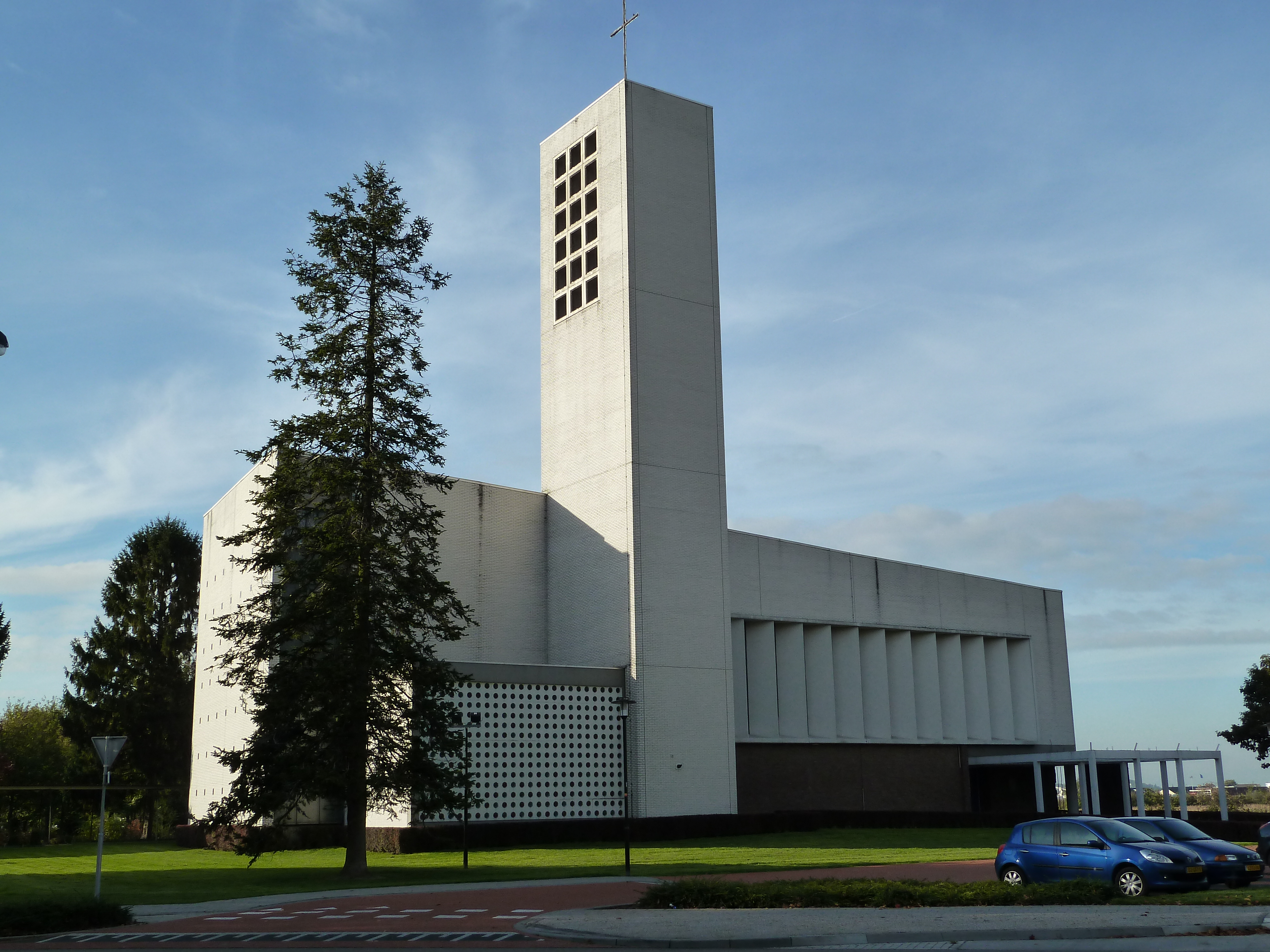
Kerk van Mariadorp
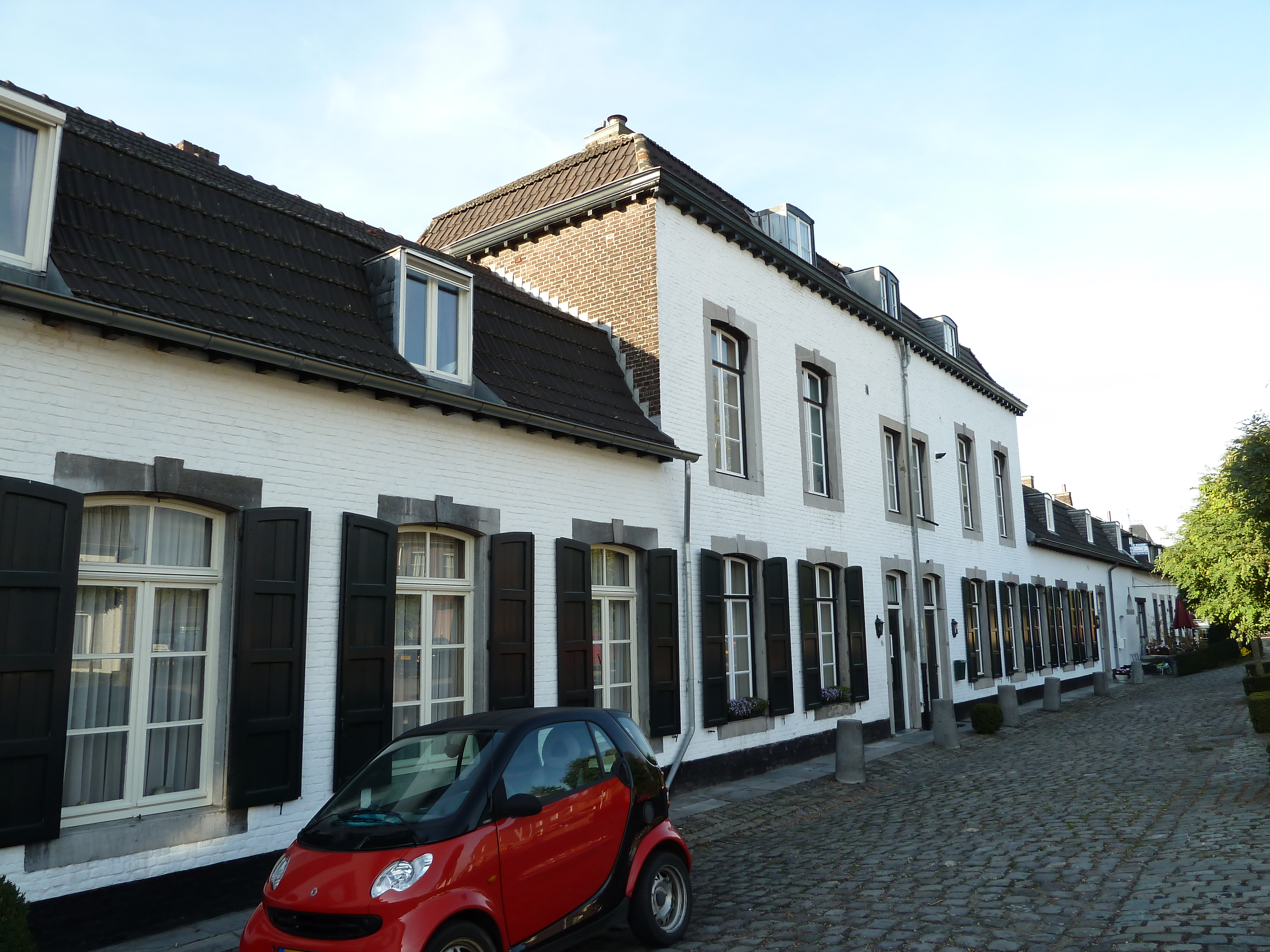
Rijksweg 10, Withuis

N62 · N69 · N251 · N252 · N253 · N254 · N255 · N256/A256 · N257 · N258 · N260 · N261 · N262 · N263 · N264 · N266 · N267 · N268 · N269 · N270/A270 · N271 · N272 · N273 · N274 · N275 · N276 · N277 · N278 · N279 · N280 · N281 · N282 · N283 · N284 · N285 · N286 · N287 · N288 · N289 · N290 · N291 · N292 · N293 · N294 · N295 · N296 · N296n · N297 · N298 · N300 · N321 · N322 · N324 · N329 · N389 · N394 · N395 · N396 · N397

N556 · N562 · N564 · N570 · N572 · N590 · N595 · N598 · N601 · N602 · N605 · N607 · N612 · N613 · N615 · N616 · N617 · N618 · N620 · N622 · N625 · N629 · N631 · N632 · N637 · N638 · N639 · N640 · N641 · N651 · N652 · N653 · N654 · N655 · N656 · N658 · N659 · N660 · N661 · N662 · N663 · N664 · N665 · N666 · N667 · N668 · N669 · N670 · N671 · N673 · N674 · N675 · N676 · N682 · N683 · N686 · N689 · N690 · N831 · N843

Voormalige provinciale wegen: N299 · N551 · N552 · N553 · N554 · N555 · N560 · N561 · N563 · N565 · N566 · N567 · N568 · N571 · N574 · N580 · N581 · N582 · N583 · N584 · N585 · N586 · N587 · N588 · N589 · N591 · N592 · N593 · N594 · N596 · N597 · N603 · N604 · N606 · N608 · N610 · N611 · N614 · N619 · N621 · N623 · N624 · N626 · N628 · N630 · N634 · N642 · N657